# Batbayar Chogsom
Batbayar Chogsom (Ulaanbaatar, 1974) és un cineasta suís-mongol.

## Vida i obra
Batbayar Chogsom va créixer a Ulaanbaatar i va arribar a Suïssa l'any 2000. A Zuric va estudiar cultures populars, etnologia i ciències polítiques. Va completar els seus estudis amb una llicenciatura en arts de la Universitat de Zuric en ciències socials. Després d'acabar els seus estudis, va treballar com a arxiver a la col·lecció de gràfics i la col·lecció de fotografies històriques del Landesmuseum. Amb el seu primer llargmetratge Out of Paradise (2018), que es va estrenar al Solothurner Filmtage 2018, Chogsom va guanyar el premi principal "Millor pel·lícula" al 21è Festival Internacional de Cinema de Xangai (SIFF) el mateix any.
Chogsom viu amb la seva família de tres persones a Rapperswil (Cantó de St. Gallen), Suïssa.

## Premis
- 2018: “Golden Goblet” a la categoria “Millor pel·lícula” al 21è Festival Internacional de Cinema de Xangai[1]

## Filmografa
- 2015: Out of Paradise (curt)[2]
- 2018: Out of Paradise[3]
- 2023: White Flag[4]